# Alikdjuak Island
Alikdjuak Island – niezamieszkana wyspa w Cieśninie Davisa, w Archipelagu Arktycznym, w regionie Qikiqtaaluk, na terytorium Nunavut, w Kanadzie. W pobliżu Alikdjuak Island położone są wyspy: Manitung Island (10,5 km), Nunatsiaq Island (12 km), Nedlukseak Island (19,4 km), Kekerturnak Island (34,7 km) i Idjuniving Island (36,4 km).